# Kritisk psykologi
Den kritiska psykologin utvecklades under 1970-talet vid Freie Universität i Västberlin. Även om teorin har sina rötter längre bak i tiden, var 1968 års studentuppror och inte minst Karl Marx kritik av den politiska ekonomin av betydelse för dess framväxt och positionering inom den tyska psykologin.
En viktig förgrundsgestalt var Klaus Holzkamp (1927–1995).